# Viborg Kaserne
Viborg Kaserne er et område i centrum af Viborg, der fra 1924 til 2001 som kaserne husede Prinsens Livregiment, og har siden været benyttet til forskellige administrative og kulturelle formål.

## Historie
Viborg blev garnisonsby i 1865. De første soldater boede hos private borgere, og Gamle Vagt blev igen taget i brug, ligesom paradepladsen ved den kommende kaserne blev etableret. Da det i 1867 blev besluttet at gøre Viborg til permanent garnisonsby, blev depotbygninger, Eksercerhuset, en sergentbolig og Krudthuset opført. Generalkommandoen i Sct. Mathias Gade blev opført i 1913.

### Opførelse af kasernen
Da det i 1924 blev bestemt ved lov af Forsvaret skulle stå for indkvarteringen af personalet, blev de første bygninger opført rundt om den eksisterende eksercerplads på Rødevej, lige over for Viborg Kirkegård. Fra 1924 til 1935 blev der opført syv større bygninger til mandskabet. Bygningerne var tegnet af arkitekt Aksel Petersen. Den store hovedvagtsbygning med facade ud til Rødevej og en bolig til regimentschefen, blev indviet i 1940. Senere blev der etableret værksteder, garageanlæg, sports- og feltbane i den vestlige del af området ud mod Indre Ringvej.

### Militært brug
Det var 3. regiment, der flyttede ind på kasernen på Rødevej 3, efter regimentet havde haft sæde i byen siden 1923. 
Ved den tyske besættelse 9. april 1940 lå 674 rekrutter i Viborg. På grund af tyskernes frygt for en invasion af England fra vest blev alle danske tropper i Jylland den 11. november 1942 flyttet til Fyn eller Sjælland. Efter krigen bød Borgmester Egon Lauritzen den 5. juni 1945 regimentet velkommen tilbage til Viborg ved en parade på Nytorv.
I 1959 overtog staten bygningerne fra Viborg Kommune med tilbagekøbsret for kommunen.
Folketinget bestemte ved Forsvarsforliget 2000-2004, at Slesvigske Fodregiment, Dronningens Livregiment og Prinsens Livregiment skulle sammenlægges på Skive Kaserne under navnet Prinsens Livregiment. Den sidste regimentschef i Viborg var oberst Jens Christian Lund. Viborg mistede sin status som garnisonsby i 2001, og Viborg Kommune købte den 1. juli 2001 bygninger og området for 40 millioner kroner af Forsvaret.

### Civilt brug
Efter den kommunale overtagelse i 2001 blev få af bygningerne benyttet som ungdomshus og midlertidig børnehave. I 2005 indviede Friskolen i Viborg deres nyopførte bygning på området. Året efter blev den kommunale bygning Teaterværkstedet taget i brug. Den rummer i dag egnsteatret Carte Blanche samt en række teaterforeninger og en dramaskole.
Op til Kommunalreformen i 2007 indrettede den nye sammenlægningskommune sin hovedadministration i hovedbygningen. Indtil Viborgs nye rådhus blev taget i brug i september 2011 i den vestlige del af kaserneområdet, var hovedadministrationen i Viborg Kommune stadig i bygningen fra 1940.
I området bag den gamle cafeteriabygning og i forlængelse af Viborg Stadion ligger i dag et prisbelønnet campusområde for studerende, lige som flere sportshaller og kollegiebygninger er bygget.

### Animation
Viborg Kaserne er hjemsted for The Animation Workshop, samt andre animationserhverv, og beskæftiger over 400 personer, hvoraf ca. 150 er studerende. 
Hvert år er Viborg vært for Viborg Animations Festival.